# 阿布艾卜耶德島
阿布阿布耶德島是阿聯酋的島嶼，位於阿布扎比，面積306平方公里，該島有51處有關美索不達米亞文明的考古遺址，歷史可追溯至公元前五世紀的歐貝德時期。
24°11′N 53°47′E / 24.183°N 53.783°E